# 박사

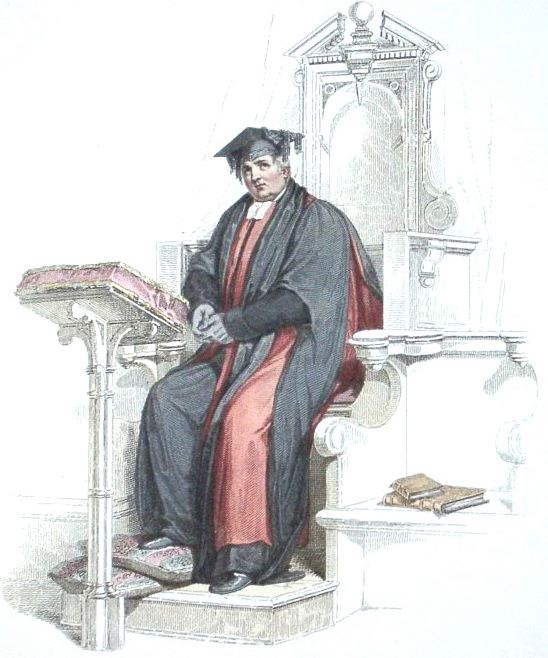

박사(博士)는 한국어의 어원으로는 교육기관에서 가르치는 임무를 맡은 사람이나 기술을 지닌 사람에 주던 벼슬이었다. 4세기 고구려 태학을 운영하던 시절에 이미 사용하던 용어로 조선 성균관에서도 사용하였다.
현재는 근대적 대학교나 학술전문연구기관에서 부여하는 특정한 학위인 철학박사 또는 그 학위를 취득한 사람을 가리키는 말로, 일반적으로 특정 분야의 전문가임을 인증하는 최고 수준의 학위이다. 대개의 경우 좁은 의미로, 전문 석사과정인 의사(라틴어: Medicinae Doctor), 변호사 등을 제외하고 석사 과정을 마치고 박사 과정과 학위논문을 통과한 이에게 주는 철학박사 Ph.D.(라틴어: Philosophiæ Doctor, Doctor of Philosophy)를 가리킨다.

## 어원
대한민국에서 사용하는 박사의 어원은 국가에서 설립한 교육기관에서 가르치는 임무를 맡은 사람 즉 교수나 기술을 지닌 사람 즉 장인에 주던 벼슬 명칭이었다. 현재는 국가기관의 직급이 아니라 대학교 대학원 박사 과정을 마친 이에게 주는 학위명이다. 
역사적으로 4세기 고구려 태학을 운영하던 시절부터 신라 국학, 백제의 박사 제도, 고려 국자감에서 사용하던 용어로 조선에서는 성균관과 홍문관, 규장각, 승문원에서도 근무하던 벼슬 명칭으로 사용하였다. 박사라고 불리는 것 자체가 나라에서 인정한 인재라는 의미로 통용되어 지식이 많거나 지혜로운 사람을 흔히 박사라고 칭하기도 한다.
박사학위를 뜻하는 영어 낱말 '닥터러트' (doctorate)는 '가르치다 (to teach)'를 뜻하는 라틴어 '도체레' (docere)에서 나왔다. 박사 학위를 가리키는 말에서 '필로소피아에' (Philosophiæ)는 본래 의미인 철학만을 의미하지 않고, 서양 중세대학의 4학부 중 한 분야인 기초학부를 지칭하는 독일어인 '필로조피셰 파쿨태트' (Philosophische Fakultät)에서 기인한다. 본래는 중세 유럽 대학교에서 교육 자격을 가진 사람들을 라틴어에서 '교사', '스승'을 가리키는 단어인 '독토르' (doctor)라 불렀던 데에서 유래했다. 박사 과정은 곧 교수 집단이라는 길드 집단에 들어가기 위한 도제 곧 숙련된 노동자로부터 가르침받는 비숙련 노동자의 수련 기간이었던 셈이다. 현재 석사 학위를 가리키는 영어 단어 '마스터' (master)도 본래 '스승', '장인'으로 '독토르' (doctor)와 비슷한 뜻이었으나 시간이 흐르면서 차츰 스승이며 동시에 가르치는 사람을 의미가 더 강한 독토르 (doctor)가 더 높은 수준의 학위로 대우받게 되었다.

## 대한민국
대한민국에서 박사학위는 해당학위 과정이 개설된 대학원에서 석사 학위 또는 그와 동등한 것으로 인정되는 학위를 가진 사람이 해당 대학원에서 규정한 2년 이상의 수업과정을 수료하고 학칙에 명기된 논문 과정 및 요구조건을 충족한 경우 5 명 이상의 심사를 거쳐 받게 된다. 단, 외국에서 박사학위를 받은 사람은 귀국한 날(귀국 후에 박사학위를 받은 사람은 그 학위를 받은 날)부터 6개월 이내에 당해 학위논문 또는 학위논문이 게재된 출판물 1부를 첨부하여 교육과학기술부 장관에게 신고하여야 한다.
한국인으로 근대 학위로 처음 박사 학위를 받은 사람은 1910년 프린스턴 대학교 대학원을 졸업한 이승만 전 대통령이며, 대한민국 내에서 수여한 박사 학위 제1호는 1952년에 박사 학위를 받은 전풍진 전 서울대 교수가 보유했다.

## 같이 보기
- 철학박사(Ph.D)
- 학사
- 석사
- 박사 수료자